# Birmingham Museum of Art
Le Birmingham Museum of Art est un musée d'art américain à Birmingham, dans l'Alabama. Ouvert en 1951, il est abrité dans un bâtiment de 1959.

## Collections

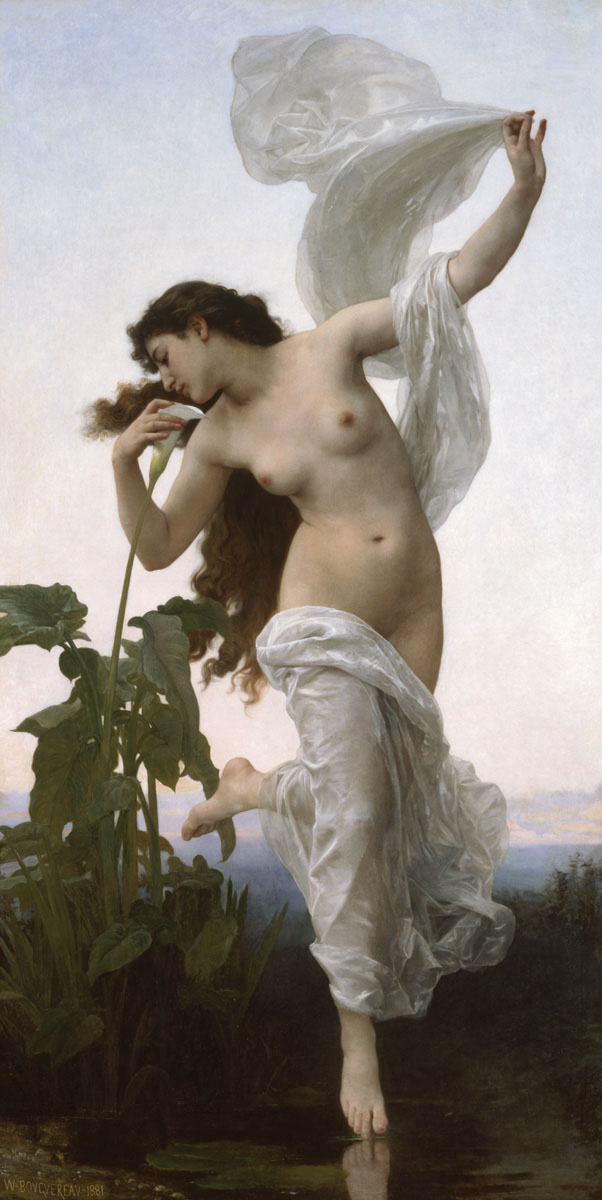
L'Aurore, par William Bouguereau (1881).

- Saint Barthélemy, par Le Pérugin (1512-1523).
- Looking Down Yosemite Valley, California, par Albert Bierstadt (1865).
- L'Aurore, par William Bouguereau (1881).